# Jacky Wong
James Wong, genannt Jacky, (* 25. August 1954 in Hongkong; † 14. Juni 2022) war ein deutscher Bodybuilder, Schauspieler und Unternehmer.

## Leben
Jacky Wong hat eine Ausbildung als Diplomsportlehrer der Kampfsportkunst mit den Fähigkeiten Taekwondo, Tong Szau, Wing Tsun, Boxen, Bodybuilding, Kunstturnen, Reiten, Schießen. Im Jahre 1980 eröffnete er ein Fitness-Studio in Heidelberg, 2018 verkaufte er es. Er war mehrmals als Schauspieler tätig, so 2018 in der Fernsehserie Alarm für Cobra 11.

## Wettkämpfe (Bodybuilding)
- Vizemeister Ba-Wü 1992
- 7. internat. Dt. Meister 1993
- 4. Dt. Meister 1994
- Mister HongKong 1996
- Vize-Meister HongKong 1997
- 3. Mister Ergoline Deutschland 1998

## Film- und Fernsehauftritte
- Die Faust des Todes (Regie: Li-Chen; Film nur in China erschienen)
- Nazi Goreng (Kurzfilm)
- Aktenzeichen XY … ungelöst (Regie: Thomas Pauli)
- Superbruno (Regie: Lennard Krawinkel)
- Der Fahnder (Fernsehserie, 1 Folge)
- Der Bulle von Tölz (Fernsehserie, 1 Folge)
- Marienhof (Fernsehserie, 1 Folge)
- Die Straßen von Berlin (Regie: Thorsten Näther)
- Der Mond scheint auch für Untermieter (Fernsehfilm, uncredited)
- Tin dei hung sam (Regie: Gordon Chan; in Hong Kong und den USA erschienen, Titel dort: Heaven Earth Great Ambition)
- Sonnenlicht im Reiskocher (Regie: Hau Chung; Film nur in China erschienen)